# 小鱗犬牙南極魚
小鱗犬牙南極魚（學名：Dissostichus eleginoides），又稱巴塔哥尼亞齒魚、智利海鱸魚 （Chilean Sea Bass）、美露鱈（Mero）、白鱈魚、圓鱈、南極圓鱈魚，為犬牙南極魚屬的其中一種，體長可達215公分，為深海魚類，可作為食用魚。生活在溫度約1—4 °C（34—39 °F）的45（148英尺）到3,850（12,630英尺）的大西洋、太平洋和印度洋海域以及南大洋的海底山和大陸架附近。

## 銷售限制
在美國紐約亞洲超市出售的這種魚都稱為“桂花魚”。而且價格很貴，每磅冰凍的桂花魚高達18-20美元；即使在香港，售價每100克零售價也要15-70港元。這種魚之所以如此貴重，一是因為產於深海而無污染；二是沒有其它魚常見的細魚刺，只有一根脊椎骨；三是肉質白而嫩，吃起來口感爽滑，味道極為鮮美。因此堪稱世間罕見的“美味佳餚”；而世界各地亦將本物種作為一種「美食」來推廣。然而，美味的代價導致嚴重的生態浩劫，電影《最後的藍海》揭露了南極圈面臨的危機，其中包括了本物種的濫捕。另一方面，本物種亦被前往南極海域撈捕南極磷蝦以製作磷蝦油的船隻視為副產品。
在台灣，這種魚雖非鱈形目的魚種，但因鱈魚名氣更旺，在民間便有人以南極鱈魚之名販售。故此衛生福利部食品藥物管理署明令從2017年1月1日起，不得將智利海鱸魚等非鱈形目魚種標示為鱈魚販售。2019年1月中，香港亦審議法例監管本物種在當地的貿易，包括含有本物種在香港的交易，以及對前往相關地域或明知將前往捕捉本物種的船隻的資助。2020年7月8日，香港海關在一批從荷蘭空運到香港的貨物內，撿獲未獲漁護署發出進口許可證的犬牙魚產，市值約12萬港元。

## 參看
- 《南極海洋生物資源養護公約》

## 擴展閱讀
維基物種上的相關：小鱗犬牙南極魚